# نیسان پریمرا
نیسان پریمرا (Nissan Primera) خودرویی است که در سال‌های ۱۹۹۰—۲۰۰۸در ساندرلند و بریتانیا تولید شده‌است. است.

## نگارخانه

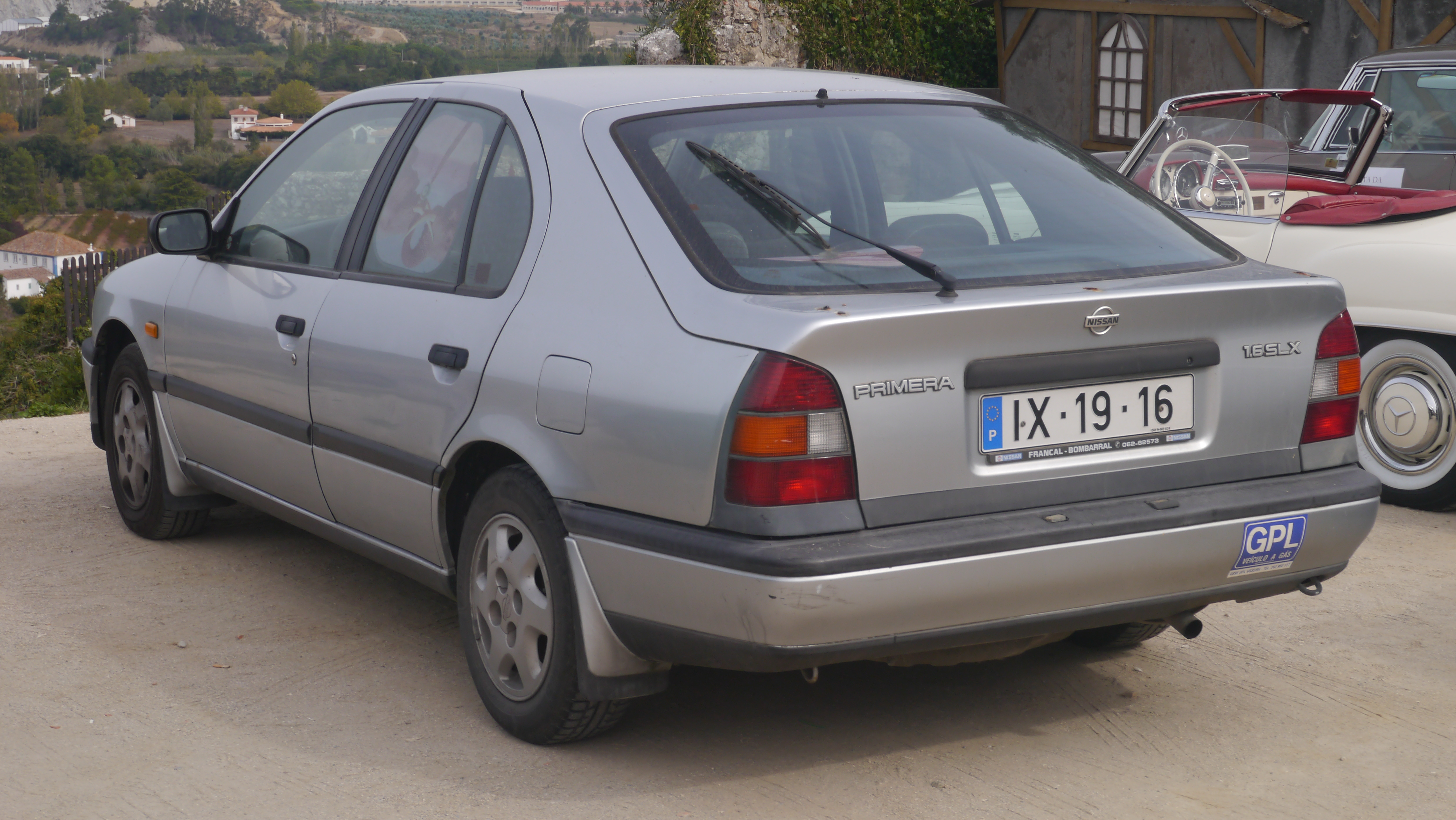
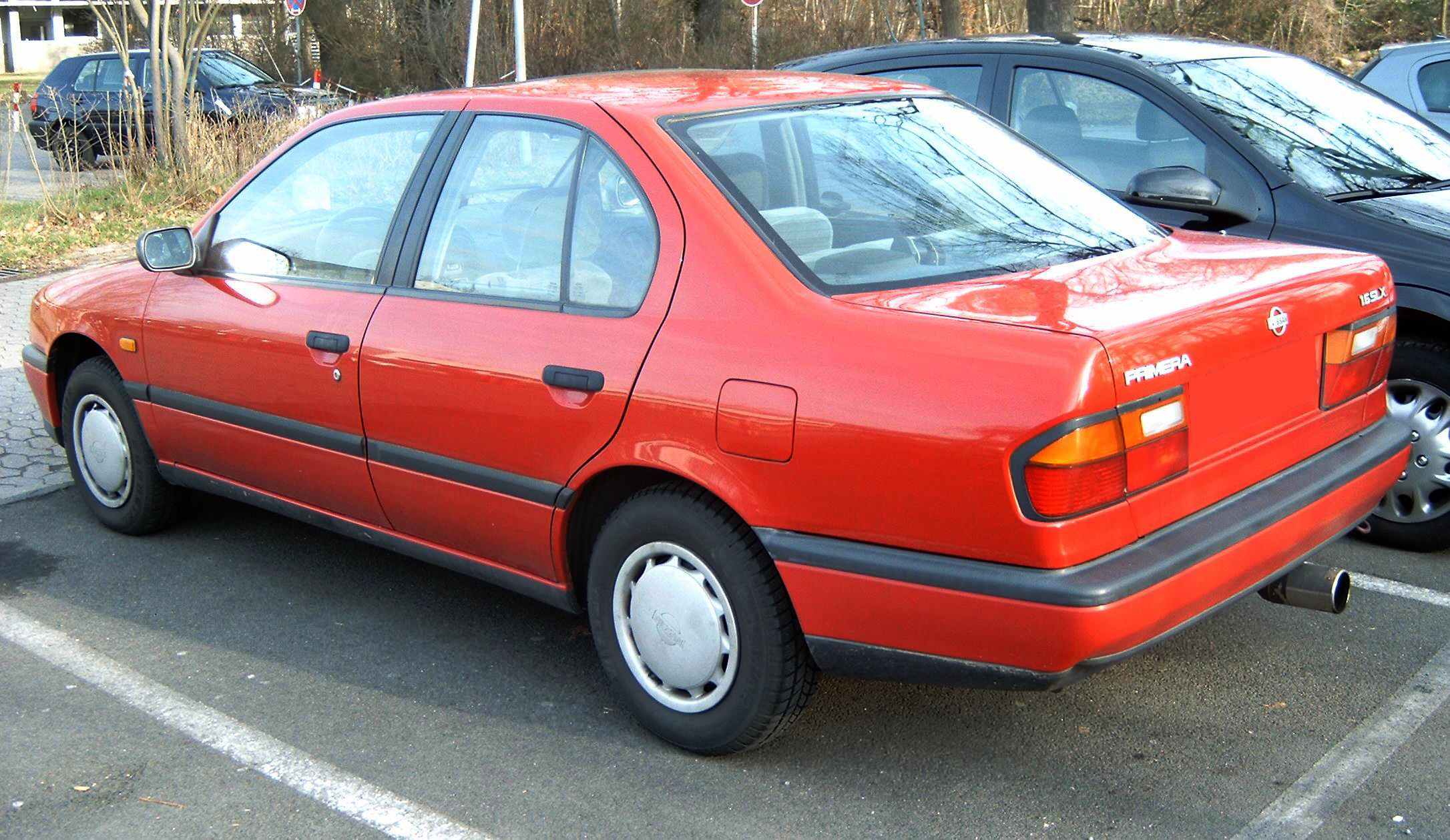
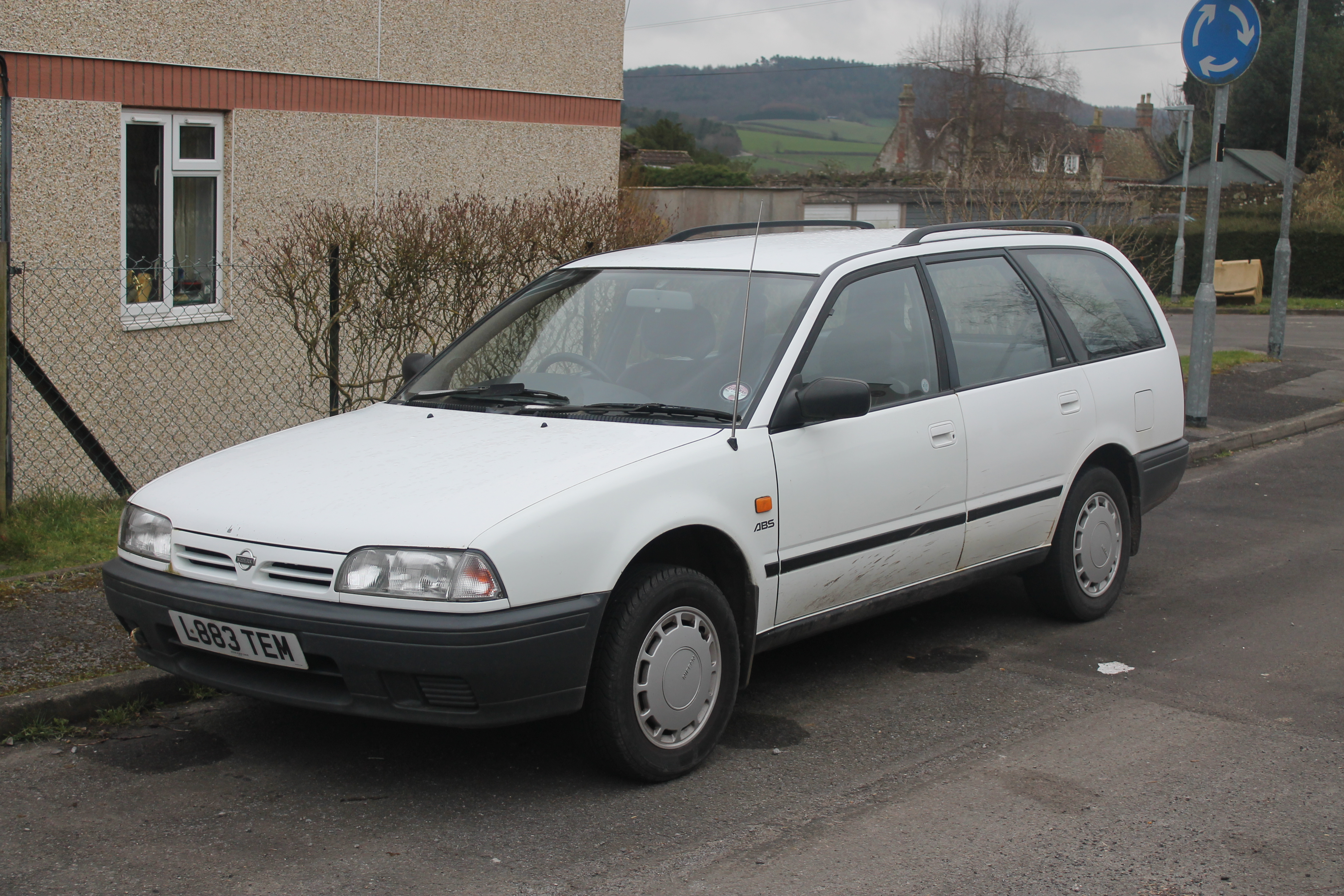